# Accrington Stanley FC
A Accrington Stanley Football Club egy angliai labdarúgóklub Accrington városban. A csapat jelenleg a harmadik divízióban (Football League One) játszik.

## Történet
A jelenlegi csapat elődjét 1891-ben alapították. A mostani klub 1968-ban alakult, két évvel az eredeti Accrington Stanley  összeomlása után.
Ilyas Khan 2009-ben mentette meg a klubot a kieséstől, és 2012-ben elhagyta a klubot, miután a klubot pénzügyileg megőrizte. Peter Marsden korábbi elnököt nevezték ki hamarosan az elnöknek.

## Szurkolók
2004-ben számos rajongó alapította a Stanley Ultras-t, hogy mind a hazai, mind az idegenbeli mérkőzéseken javítsa a légkört. "A Stanley Ultras a hasonló gondolkodású rajongók egy csoportja, akik a tizenkettedik játékos szerepével foglalkoznak,  támogathatják az egyik legkisebb klubot az Egyesült Királyságban, de a büszkeségünk és a szenvedélyük a legnagyobb "- Hassan Khan. 

## Igazgatóság-stáb
- Menedzser: John Coleman
- Másodedző: Jimmy Bell
- Csapatorvos: Dr. Joyce Watson
- Szertáros: Naz Ali
- Utánpótlásedző: Paul Lodge
- Pénzügyi igazgató: Vikki Gilmartin
- Titkár: Mark Turner
- Recepciós: Jessica Fish
- Gondnok: Martyn Cook
- Sajtófelelős: Alex Glover
- Informatikus: Lee Carter
- Fényképész: Neil Broadhurst, John Hurst & Steve Bingham

## Fordítás
- Ez a szócikk részben vagy egészben  az   Accrington Stanley F.C. című angol Wikipédia-szócikk fordításán alapul.  Az eredeti cikk szerkesztőit annak laptörténete sorolja fel. Ez a jelzés csupán a megfogalmazás eredetét és a szerzői jogokat jelzi, nem szolgál a cikkben szereplő információk forrásmegjelöléseként.